# GT Legends
GT Legends es un simulador de carreras de autos deportivos desarrollado por SimBin Studios (más tarde Sector3 Studios) para Microsoft Windows. Está basado en los FIA Historic Racing Championships de 2005 para autos GTC y TC de los 1960s y 1970s.

## Jugabilidad
Este es un campeonato en días modernos para autos históricos, y todos los diseños de los circuitos en GT Legends son de la era moderna, en contraste con juegos como Grand Prix Legends que en realidad están ambientados "en" tiempos históricos.
GT Legends tiene el mismo motor de juego que rFactor (desarrollado por Image Space Incorporated), un motor de físicas similar pero diferente código multijugador. En la prensa, fue muy elogiado por su realismo y sonido de calidad excepcionalmente buena.